# (14483) 1994 PZ22
A (14483) 1994 PZ22 a Naprendszer kisbolygóövében található aszteroida. Eric Walter Elst fedezte fel 1994. augusztus 12-én.